# Дискографија групе Screaming Trees
Дискографија америчког бенда Screaming Trees састоји се из осам студијских албума, три компилацијска албума, пет EP-ова и седам синглова. Ова дискографија не обухвата соло материјал који су појединачно снимили чланови групе.
Групу су 1985. основали певач Марк Ланеган, гитариста Гари Ли Конер и басиста Ван Конер основали, а убрзо су потписали уговор с независном дискографском кућом Velvetone Records и издали EP Other Worlds. Дебитантски албум Clairvoyance издали су 1986. године. Исте године су потписали уговор с панк издавачком кућом SST Records и издали други албум целе дужине, Even If and Especially When. Састав је касније издао још два албума за SST Records, а 1990. је потписао уговор с Epic Records-ом. Године 1991, Screaming Trees су издали први албум за главну дискографску кућу, под називом Uncle Anesthesia.
Албум Sweet Oblivion, објављен 1992, имао је велики комерцијални успех, а популарност састава у Сијетлу се нагло повећала. Бенд је 1996. објавио седми студијски албум, Dust. Мада је био успешан, албум није могао да достигне успешност претходног (Sweet Oblivion). Група се распала 2000. због сукоба између чланова.

## Студијски албуми
| 1986.                                                  | Clairvoyance - Датум издавања: 13. фебруар 1986. - Дискографска кућа: Velvetone - Формат: CD, CS, LP                    | —   | — | —  | —  |
| 1987.                                                  | Even If and Especially When - Датум издавања: 28. март 1987. - Дискографска кућа: SST - Формат: CD, CS, LP              | —   | — | —  | —  |
| 1988.                                                  | Invisible Lantern - Датум издавања: 12. мај 1988. - Дискографска кућа: SST - Формат: CD, CS, LP                         | —   | — | —  | —  |
| 1989.                                                  | Buzz Factory - Датум издавања: 19. април 1989. - Дискографска кућа: SST - Формат: CD, CS, LP                            | —   | — | —  | —  |
| 1991.                                                  | Uncle Anesthesia - Датум издавања: 29. јануар 1991. - Дискографска кућа: Epic - Формат: CD, CS, LP                      | —   | — | —  | —  |
| 1992.                                                  | Sweet Oblivion - Датум издавања: 8. септембар 1992. - Дискографска кућа: Epic - Формат: CD, CS, LP                      | 141 | 4 | —  | —  |
| 1996.                                                  | Dust - Датум издавања: 25. јун 1996. - Дискографска кућа: Epic - Формат: CD, CS, LP                                     | 134 | 5 | 39 | 32 |
| 2011.                                                  | Last Words: The Final Recordings - Датум издавања: 2. август 2011. - Дискографска кућа: Sunyata Music - Формат: Mp3, CD | —   | — | —  | —  |
| „—” означава да се аудио-запис није пласирао на листу. | |     |   |    |    |

## Компилацијски албуми
| 1991.                                                  | Anthology: SST Years 1985—1989 - Датум издавања: 16. јул 1991. - Дискографска кућа: SST - Формат: CD, CS, LP                      | —   |
| 2001.                                                  | Nearly Lost You - Датум издавања: 1. јул 2001. - Дискографска кућа: Sony - Формат: CD, LP                                         | —   |
| 2005.                                                  | Ocean of Confusion: Songs of Screaming Trees 1990—1996 - Датум издавања: 24. мај 2005. - Дискографска кућа: Epic - Формат: CD, LP | 152 |
| „—” означава да се аудио-запис није пласирао на листу. | |     |

## EP-ови
| Год.  | Име |
| ----- | --- |
| 1986. | Other Worlds - Датум издавања: 1986. - Дискографска кућа: Velvetone - Формат: CD, CS, LP                                 |
| 1988. | Beat Happening/Screaming Trees - Датум издавања: 19. јануар 1988. - Дискографска кућа: K, Homestead - Формат: CD, CS, LP |
| 1990. | Change Has Come - Датум издавања: 1990. - Дискографска кућа: Sub Pop - Формат: CD, CS, LP                                |
| 1990. | Something About Today - Датум издавања: 8. јун 1990. - Дискографска кућа: Epic - Формат: CD, CS, LP                      |
| 1992. | Winter Songs Tour Tracks - Датум издавања: 21. децембар 1992. - Дискографска кућа: Epic - Формат: CD, CS, LP             |

## Синглови
| 1991.                                                  | Bed of Roses         | 23 | —  | — | —  | Uncle Anesthesia |
| 1992.                                                  | Nearly Lost You      | 5  | 12 | — | 50 | Sweet Oblivion   |
| 1993.                                                  | Dollar Bill          | 28 | 40 | — | 52 | Sweet Oblivion   |
| 1993.                                                  | Shadow of the Season | —  | —  | — | —  | Sweet Oblivion   |
| 1993.                                                  | Butterfly            | —  | —  | — | —  | Sweet Oblivion   |
| 1996.                                                  | All I Know           | 9  | 9  | 7 | —  | Dust             |
| 1996.                                                  | Dying Days           | —  | —  | — | —  | Dust             |
| 1996.                                                  | Sworn and Broken     | —  | —  | — | 76 | Dust             |
| „—” означава да се аудио-запис није пласирао на листу. |                      |    |    |   |    |                  |

## Спотови
| Год.  | Назив                | Режисер       |
| ----- | -------------------- | ------------- |
| 1991. | Bed of Roses         |               |
| 1993. | Butterfly            | Ерик Зимерман |
| 1993. | Nearly Lost You      | Ерик Зимерман |
| 1993. | Shadow of the Season | Ерик Зимерман |
| 1993. | Dollar Bill          | Ерик Зимерман |
| 1996. | All I Know           | Марк Кор      |
| 1996. | Sworn and Broken     | Дин Кар       |

## Остали наступи
| Год.  | Назив                                        | Песма              | Реф.   |
| ----- | -------------------------------------------- | ------------------ | ------ |
| 1988. | Sub Pop 200                                  | Love or Confusion  | [ 11 ] |
| 1991. | The Grunge Years                             | Change Has Come    | [ 12 ] |
| 1992. | Singles: Original Motion Picture Soundtrack  | Nearly Lost You    | [ 13 ] |
| 1995. | Working Class Hero: A Tribute to John Lennon | Working Class Hero | [ 14 ] |
| 2000. | Double Shot: Alt Rock                        | Nearly Lost You    | [ 15 ] |